# Guy III de Baenst
Guy III de Baenst (ca. 1490 - 26 maart 1541) was burgemeester van de raadsleden in Brugge.

## Levensloop
Guy III was een zoon van Joos de Baenst en Maria Adornes. Hij was heer van Oostkerke, van Melissant en van Gapinge. Hij werd waarschijnlijk ook houder van lenen die hadden toebehoord aan de families van der Maalstede en van Borselen.
Hij trouwde met Judoca van Heemstede, die kinderloos overleed, en hertrouwde in 1528 met Anna de la Bie gezegd 'van Oostkerke', dochter van Pieter de la Bie en Antonine le Meere. Met haar had hij zes kinderen, onder wie burgemeester Jozef de Baenst. 
Zoals de meeste leden van zijn familie behoorde hij tot de trouwe aanhangers en medewerkers van de heersende prinsen. In 1521-22 was hij raadgever van Keizer Karel V.
In de stad Brugge vervulde hij verschillende functies:
- raadslid (1521)
- hoofdman van het Sint-Donaassestendeel (1522)
- hoofdman van het Onze-Lieve-Vrouwesestendeel (1531)
- burgemeester van de raadsleden (1526 - 1529 - 1530 - 1537 - 1538 en 1539).

Hij werd nooit burgemeester van de schepenen. Hij was wel ook voogd van het Sint-Janshospitaal.
Samen met zijn tweede vrouw was hij weldoener van het kartuizerklooster Genadedal. Hij werd in de kerk van dit klooster bijgezet.

## Bron
- Stadsarchief Brugge, Lijst van de Wetsvernieuwingen van 1358 tot 1794.